# Канцийский диалект западноломбардского языка
Канцийский диалект ломбардского языка (Canzés, или Canzees) — разновидность брианцийского диалекта западноломбардского языка, употребляемая в коммуне Канцо в провинции Комо, Италия.
На канцийском диалекте разговаривают около 2 000 человек. Этот диалект имеет сходства с распространённым брианцийским диалектом, а также с валлассинским, комским диалектами, а также с миланским (из-за исторических связей с Миланом). Лексика канцийского диалекта частично общая с брианцийским диалектом. По сравнению с ним, канцийский диалект имеет большее число стилистических регистров: от крестьянского до придворного стилей. Поскольку Канцо — самый северный город в Брианце, канцийский диалект подвергся меньшему влиянию итальянского языка и сохранил большее число архаизмов, чем некоторые другие диалекты.
Существуют и районные варианты диалекта, зависящие от социальных классов людей, там проживающих, и влияния других диалектов (в первом случае это — брианцийский и миланский диалекты, в другом — говоры из соседних деревень). Можно сказать, что у каждой семьи есть свой собственный говор, отличающийся от других. Это произошло из-за того, что до XX века каждая семья была объединена и изолировалась в местных видах дворов, называемых cuurt.
Канцийский диалект, несмотря на наличие устного и письменного литературного наследия, не имеет официального статуса, и становится всё менее распространённым среди молодёжи.
В Лингвистическом и Этнографическом Атласе Италии и Южной Швейцарии (AIS) университетов Берна и Цюриха (1928-1940) и в Акустическом питомнике итальянских языков и диалектов (VivALDI) Берлинского университета (1998-2018) Канцо был выбран в качестве единственной лингвистической точки прослеживания очень большой территории, включающей не только всю Макро-Брианцу, но и целые провинции Комо и Милан (за исключением лингвистического острова Бустокко-леньянский). Действительно, Канцо обладает характеристиками сохранения и подлинности, иначе отсутствующими в этой географической области, исторически очень инновационными. По этой причине можно сказать, что Канцийский диалект, сохраняя в некоторых своих регистрах специфические локальные особенности, является эталонным сортом для изучения наиболее архаичных элементов самого престижного варианта ломбардского языка.

## Фонология

### Согласные
|             | губно-губные | губно-зубные | альвеолярные | постальвеолярные | нёбные | задненёбные |
| взрывные    | /p/ /b/      |              | /t/ /d/      |                  |        | /k/ /g/     |
| щелевые     |              | /f/ /v/      | /s/ /z/      | /ʃ/ /ʒ/          |        |             |
| носовые     | /m/          | /ɱ/          | /n/          |                  | /ɲ/    | /ŋ/         |
| вибрирующие |              |              | /r/          |                  |        |             |
| боковые     |              |              | /l/          |                  |        |             |
| аффрикаты   |              |              | /ts/ /dz/    | /tʃ/ /dʒ/        |        |             |

### Гласные
В ударных слогах существуют различия между долгими и краткими гласными, в безударных слогах он отсутствует.
|          | верхние | средне-верхние | средне-нижние | нижние |
| передние | i y     | e ø            | ɛ             | a      |
| задние   | u       | o              | ɔ             |        |

- /i/ и /u/ имеют аллофоны [ɪ] и [ʊ] соответственно в тех случаях, когда они находятся под ударением и после них идёт звук /ŋ/.
- /ø/ и /y/ имеют редко встречающийся аллофон [œ].
- /y/ произносится как верхний звук когда гласный не под ударением и в других диалектах на его месте стоит /i/; такое произношение также является родом аллофонов.
- /a/ имеет аллофоны [æ] и [ɑ] по аналогии, когда гласный безударный и в других диалектах на его месте стоит /a/ или гласный заднего ряда соответственно.

### Полугласные
| передние | задние |
| /j/      | /w/    |